# Pravia (Parroquia)
Pravia ist eines von 15 Parroquias in der gleichnamigen Gemeinde Pravia der autonomen Region Asturien in Spanien.
 Die 6.660 Einwohner (2011) leben in zehn Dörfern und Weilern auf einer Fläche von 11,44 km².

## Dörfer und Weiler im Parroquia
- Agones – 558 Einwohner 2011 43° 29′ 45″ N, 6° 7′ 12″ W
- Cañedo (Cañéu) – 116 Einwohner 2011 43° 29′ 9″ N, 6° 8′ 1″ W
- Cadarienzo – 18 Einwohner 2011
- Campasola – 3 Einwohner 2011
- Corralinos – 27 Einwohner 2011 43° 28′ 51″ N, 6° 7′ 31″ W
- El Cabrón – 2 Einwohner 2011
- Forcinas – 157 Einwohner 2011 43° 28′ 35″ N, 6° 6′ 23″ W
- Peñaullán (Pinullán) – 436 Einwohner 2011 43° 29′ 26″ N, 6° 5′ 56″ W
- Prahúa – 127 Einwohner 2011 43° 29′ 3″ N, 6° 6′ 36″ W
- Pravia – 5216 Einwohner 2011 43° 29′ 24″ N, 6° 6′ 36″ W